# Quisling
| Quisling |
| --- |
| Vidkun Quisling (svarta kläder), vars politik under andra världskriget gav upphov till begreppet quisling. - Betydelse: Landsförrädare, kollaboratör - Myntat: 1940 - Efter: Vidkun Quisling |

Quisling (['kvisliŋ]; av norska: Quisling [ˈkvɪ̂slɪŋ]) är sedan andra världskriget en internationell benämning på en landsförrädare. Det används speciellt om någon som samarbetar med ockupationsmakten, det vill säga som kollaboratör. Ordet stammar från den norske politikern Vidkun Quisling, som 1940 övertog regeringsmakten i Norge under tyskt beskydd.

## Historik

### Förhistoria
Ordet quisling är myntat efter den norske politikern Vidkun Quisling (1887–1945). Redan 1933 användes ordet "quislingar" ("quislinger"?) som en benämning på anhängarna till Quisling-ledda Nasjonal Samlings anhängare, bildat i maj samma år.

### Ny betydelse 1940
Vidkun Quisling övertog 1940 regeringsmakten i Norge, med hjälp av stöd från den tyska ockupationsmakten under andra världskriget. Den lagliga regeringen hade då flytt till Storbritannien, varifrån man fortsatte hävda sin myndighet. Quisling hade redan december 1939 uppmanat till ett tyskt angrepp på Norge, så att en politik som passade honom kunde införas även i hans hemland.
Quislings efternamn blev därefter ett allmänt begrepp för kollaboratör och landsförrädare medan Quisling själv verkade. Uttrycket användes första gången i den här betydelsen i en ledare i The Times redan den 15 april 1940 – endast en vecka efter Tysklands invasion av Norge – med titeln "Quislings everywhere"; texten var skriven av dess svenske korrespondent Sven Åhman.
Winston Churchill använde frasen "filthy Quislings" i ett tal som han den 27 december 1941 höll inför USA:s kongress. 
Den 29 januari 1944 publicerade Göteborgs Handels- och Sjöfartstidning en skämtteckning av Ragnvald Blix med titeln "Vidkun Quisling på besök i Berlin". I teckningen är Vidkun Quisling på väg till en audiens hos Adolf Hitler. Utanför rikskansliet gör han en nazisthälsning, och följande ordväxling äger rum:
Quisling: ”Jag är Quisling.”
Adjutanten: ”Och namnet?”
När väl ordet quisling myntats, kom det snart (bland annat i amerikansk press) att appliceras även på personer i motsvarande roll i andra ockuperade länder. I Frankrike var Philippe Pétain och Pierre Laval två exempel.